# Adrara San Martino
Adrara San Martino ist eine Gemeinde mit 2161 Einwohnern (Stand 31. Dezember 2023) in der Provinz Bergamo in der italienischen Region Lombardei.

## Geographie
Die Nachbargemeinden sind Adrara San Rocco, Berzo San Fermo, Foresto Sparso, Grone, Monasterolo del Castello, Sarnico, Viadanica, Vigolo und Villongo.

## Ortswappen
Das Wappen von Adrara San Martino besteht aus zwei gekreuzten Lorbeerzweigen über denen sich eine braune Burg befindet. Dieses ist auf einem blau-weißen Hintergrund abgebildet. Über der Burg befindet sich eine Krone und am Boden des Wappens steht der Name der Gemeinde „Adrara S. Martino“.